# گولوپ-دوبژن
گولوپ-دوبژن (به لاتین: Golub-Dobrzyń، تلفظ: تلفظ لهستانی: [ˈɡɔlup ˈdɔbʐɨɲ])) یک شهرک در لهستان است که در شهرستان گولوپ-دوبژن واقع شده‌است.

## خصوصیات
گولوپ-دوبژن ۷٫۵۰ کیلومترمربع مساحت و ۱۳٬۰۶۰ نفر جمعیت دارد.

## خواهرخوانده
شهر پلونگه خواهرخواندهٔ گولوپ-دوبژن هست.